# Liste des concerts de George Michael
Cet article recense, de façon non exhaustive, tous les concerts donnés par George Michael, depuis la séparation de Wham! jusqu'à la tournée Symphonica (1986-2012).

## Tournées

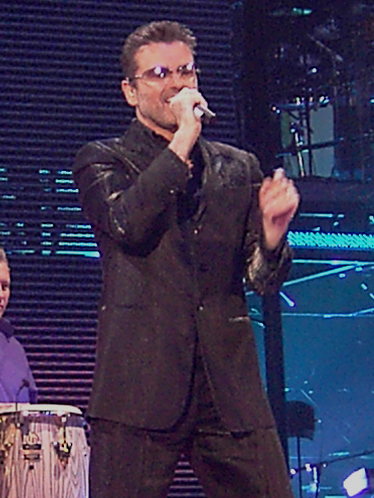
George Michael au stade Olympiahalle de Munich (Allemagne) en 2006, pour la tournée 25 Live.

| Année     | Titre                           | Nombre de concerts |
| --------- | ------------------------------- | ------------------ |
| 1988      | Faith World Tour                | 137                |
| 1991      | Cover to Cover                  | 30                 |
| 2006-2008 | 25 Live                         | 106                |
| 2010      | Live in Australia               | 3                  |
| 2011-2012 | Symphonica: The Orchestral Tour | 75                 |

## Concerts de bienfaisance
| Date              | Lieu                                            | Cause humanitaire                                                 |
| ----------------- | ----------------------------------------------- | ----------------------------------------------------------------- |
| 13 juillet 1985   | Stade de Wembley (Royaume-Uni)                  | Live Aid,                                                         |
| 20 juin 1986      | Wembley Arena (Royaume-Uni)                     | The Prince's Trust                                                |
| 1er avril 1987    | Wembley Arena (Royaume-Uni)                     | Stand by Me – AIDS Day Benefit                                    |
| 11 juin 1988      | Stade de Wembley (Royaume-Uni)                  | Concert hommage des 70 ans de Nelson Mandela                      |
| 20 avril 1992     | Stade de Wembley (Royaume-Uni)                  | The Freddie Mercury Tribute Concert                               |
| 11 octobre 1992   | Madison Square Garden (États-Unis)              | The Elizabeth Taylor AIDS Foundation                              |
| 2 mars 1993       | Carnegie Hall (États-Unis)                      | Rainforest Foundation                                             |
| 1er décembre 1993 | Wembley Arena (Royaume-Uni)                     | Concert of Hope                                                   |
| 1er décembre 1994 | Royal Albert Hall (Royaume-Uni)                 | World AIDS Day Concert                                            |
| 19 janvier 1995   | Universal Amphitheatre (États-Unis)             | Commitment to Life – AIDS Project Los Angeles                     |
| 10 avril 1997     | Universal Amphitheatre (États-Unis)             | VH1 Honors Concert                                                |
| 10 avril 1999     | Royal Albert Hall (Royaume-Uni)                 | Concert for Linda                                                 |
| 9 octobre 1999    | Stade de Wembley (Royaume-Uni)                  | NetAid                                                            |
| 28 novembre 1999  | Royal Albert Hall (Royaume-Uni)                 | Stonewall                                                         |
| 29 avril 2000     | Robert F. Kennedy Memorial Stadium (États-Unis) | Equality Rocks – Human Rights Campaign                            |
| 6 juin 2000       | Parco Novi Sad (Italie)                         | Pavarotti and Friends                                             |
| 2 juillet 2005    | Hyde Park (Royaume-Uni)                         | Live 8                                                            |
| 20 décembre 2006  | Roundhouse (Royaume-Uni)                        | Les infirmières britanniques du NHS                               |
| 23 juin 2011      | Woodside, Old Windsor (Royaume-Uni)             | 13th Annual White Tie and Tiara Ball – Elton John AIDS Foundation |
| 12 août 2012      | Stade olympique de Londres (Royaume-Uni)        | Jeux olympiques d'été de Londres                                  |

## Concerts privés

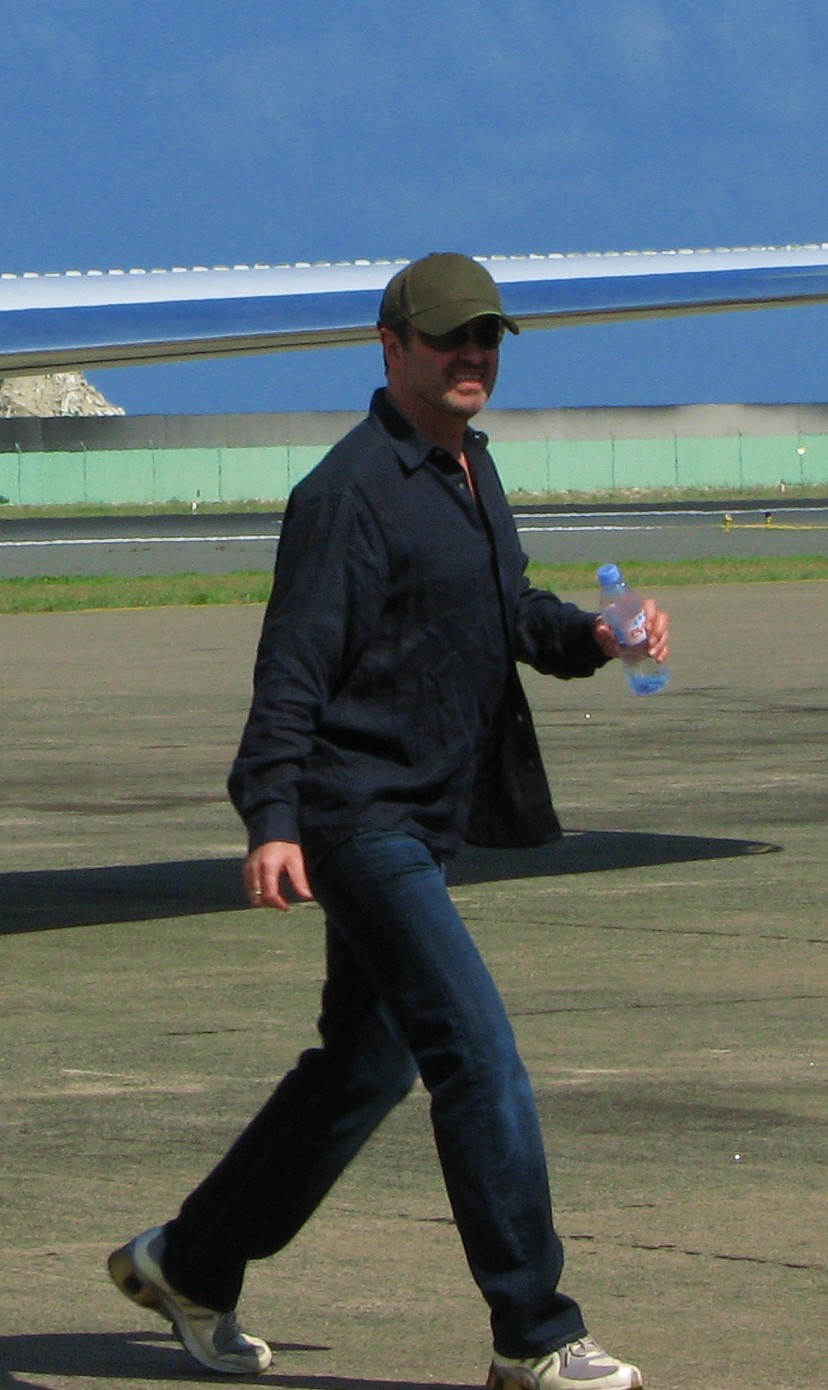
George Michael aux Maldives en 2007, à l'occasion de l'anniversaire de l'homme d'affaires anglais Philip Green.

| Date             | Lieu     | Événement                                |
| ---------------- | -------- | ---------------------------------------- |
| 31 décembre 2006 | Russie   | Fête du nouvel an chez Vladimir Potanine |
| 15 mars 2007     | Maldives | 55e anniversaire de Philip Green         |

## Autres participations
| Date             | Lieu                                     | Événement                                           |
| ---------------- | ---------------------------------------- | --------------------------------------------------- |
| 5 mai 1985       | Apollo Theatre (États-Unis)              | Rénovation et 50e anniversaire de l'Apollo Theatre, |
| 6 décembre 1985  | Wembley Arena (Royaume-Uni)              | Concert de Paul Young.                              |
| 24 novembre 1994 | Porte de Brandebourg (Allemagne)         | MTV Europe Music Awards.                            |
| 11 octobre 1996  | 3 Mills Studios de Londres (Royaume-Uni) | MTV Unplugged                                       |
| 14 novembre 1996 | Alexandra Palace (Royaume-Uni)           | MTV Europe Music Awards                             |
| 9 juin 2009      | O2 Arena (Royaume-Uni)                   | Concert de Beyoncé                                  |